# جون نيفيل ويلر
جون نيفيل ويلر (بالإنجليزية: John Neville Wheeler)‏ هو كاتب حول الرياضة وصحفي أمريكي، ولد في 11 أبريل 1886 في يونكيرس في الولايات المتحدة، وتوفي في 13 أكتوبر 1973 في ريجفيلد ‏ في الولايات المتحدة.